# Línea Oviedo-Trubia
La línea Oviedo-Trubia es una línea ferroviaria en el concejo de Oviedo, España, que discurre entre la capital del concejo y la parroquia de Trubia. Originalmente construida en ancho ibérico, fue adaptada a ancho métrico y transferida a FEVE a finales del siglo XX.
Actualmente forma parte de la red de ancho métrico de Adif, estando catalogada como la línea 760.

## Historia
A mediados del siglo XIX se había visto interés estratégico en conectar la Fábrica de armas de Trubia con la de Oviedo y con la red ferroviaria convencional. El primer proyecto para conectar la fábrica de Trubia mediante ferrocarril data de 1852 y se debió a su director, el general Elorza. El proyecto planteaba una conexión ferroviaria con un puerto y con las minas que la fábrica poseía en el concejo de Riosa, para sustituir el transporte por camino carretero.
Una ley de 12 de enero de 1877 declaraba comprendida dentro de la ley de 2 de julio de 1870 «el ferro-carril que, partiendo de Oviedo y pasando por la Fábrica nacional de Trubia, vaya a terminar en la villa de Pravia», lo que permitía al gobierno subvencionar su construcción, con una previsible extensión hasta el puerto de San Esteban de Pravia. Finalmente, por una ley de 19 de diciembre de 1879 del Ministerio de Fomento, se autorizó al gobierno la concesión de la construcción de la línea de Oviedo a Trubia, perdiéndose el tramo que conectaba Trubia con Pravia. La concesión se otorgó a la Compañía de los Ferrocarriles de Asturias, Galicia y León, compañía que construye la línea y la abre al público el 30 de abril de 1883.
La línea partía de la estación de Oviedo, donde conectaba con la línea en construcción León-Gijón, cuyo trazado se completaría un año más tarde al abrirse la rampa de Pajares. Abandonaba la ciudad paralela a la antigua carretera a Grado hasta alcanzar el valle del arroyo de Llápices (o San Claudio), afluente por la izquierda del río Nora. Atraviesa la localidad de San Claudio y en las proximidades del Nora su trazado describe una curva a izquierdas y, mediante el túnel de La Boza, pasa al valle del Nora. En las proximidades de San Pedro de Nora abandona el valle del Nora para situarse en la margen derecha del río Nalón, por el túnel de El Estrecho. Con rumbo sur atravesaba un nuevo túnel, La Peña, para alcanzar las proximidades de Trubia y cruzar el río Nalón mediante un puente metálico. La estación se situaba en la margen derecha del río Trubia, enfrente de la fábrica de armas, pero en la orilla contraria.
Originalmente, el acceso ferroviario a la fábrica de armas estaba proyectado por el flanco noroeste, según se refleja en el mapa de Coello. Sin embargo, la llegada del ferrocarril por la orilla contraria hizo necesaria la construcción de un puente que salvar el río Trubia para que finalmente el ferrocarril llegara al establecimiento armero, en 1885.

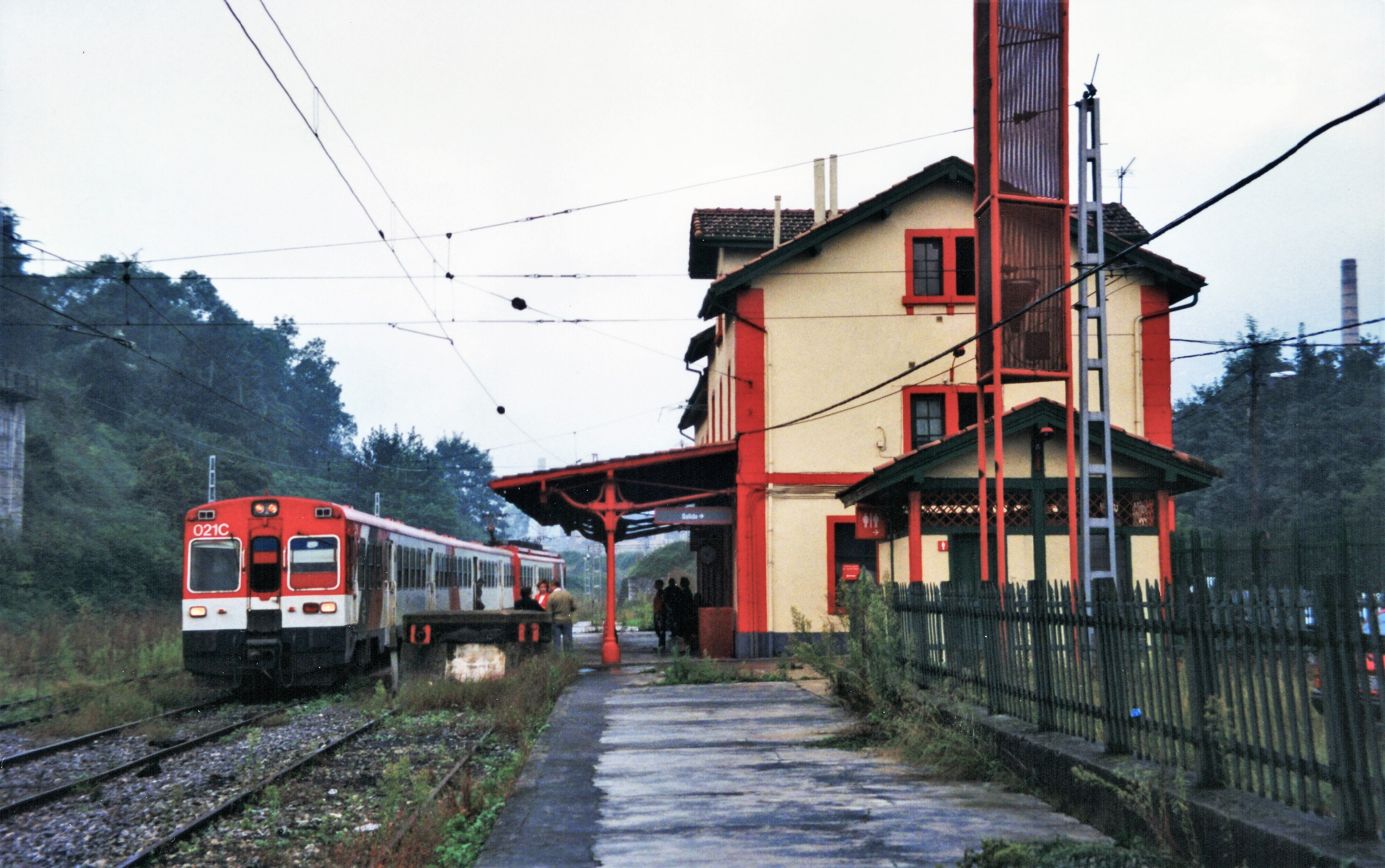
Unidad de la serie 440 estacionada en la antigua estación de ancho ibérico de Trubia, en 1996.

En 1885, mediante la real orden del 29 de mayo, se autorizaba el traspaso de la concesión a la Compañía de los Caminos de Hierro del Norte de España, compañía que finalmente se integra en RENFE en 1941. Bajo gestión de RENFE, la línea se electrificó a 3000 voltios CC en 1955, y en 1957 se instaló el sistema de Control de tráfico centralizado en la línea.
En 1884 se había abierto el Ferrocarril minero de Trubia a Quirós, que enlazaba en Trubia con la línea convencional para la exportación del carbón. Dicha línea permaneció en servicio hasta 1963. La línea del ferrocarril Vasco-Asturiano discurre por Trubia desde la inauguración del tramo Oviedo-San Esteban el 2 de agosto de 1904.

### Conversión a ancho métrico

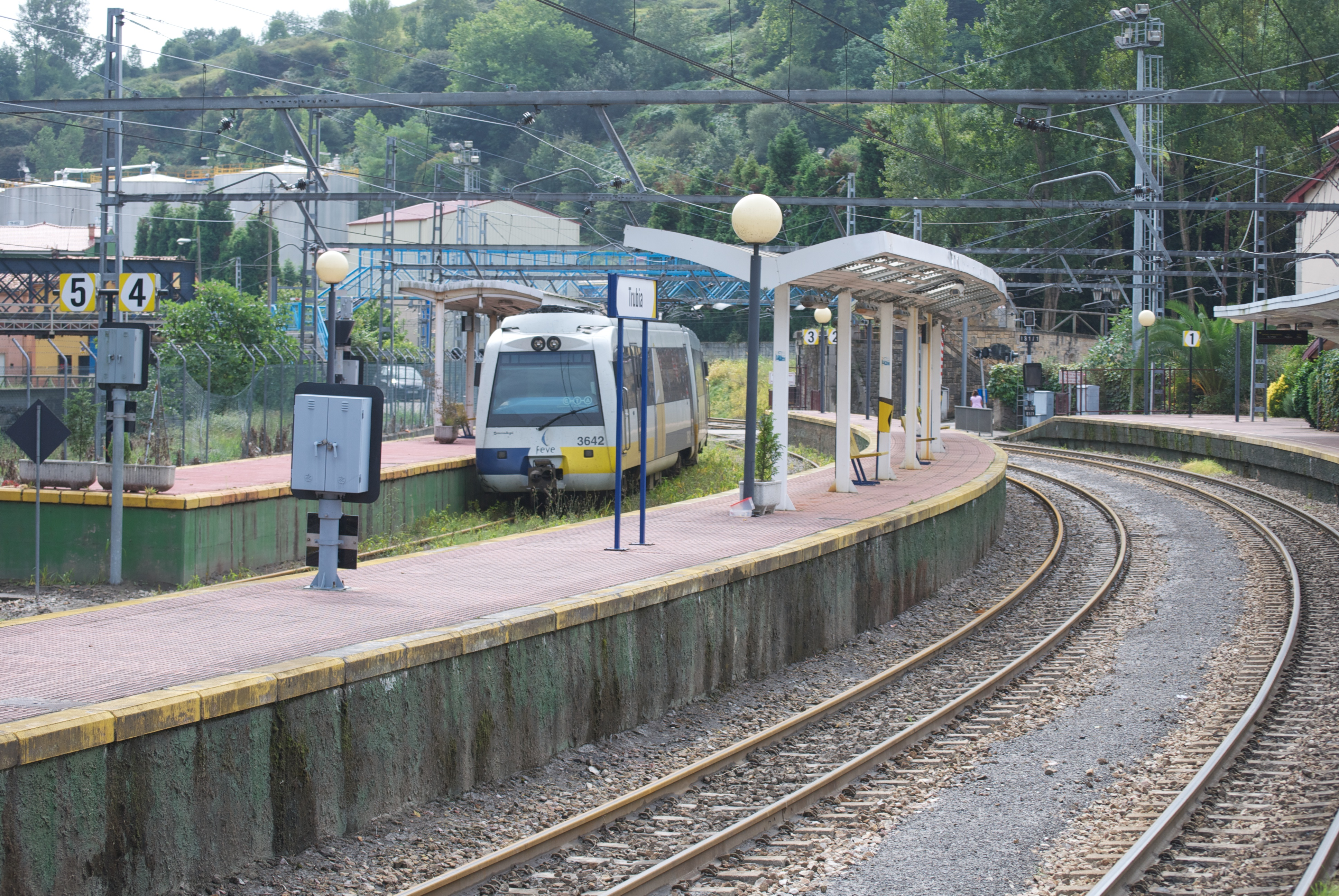
Andenes de la actual estación de ancho métrico. En el fondo se observa el antiguo puente ferroviario sobre el río Nalón que daba acceso a la estación de ancho ibérico

Como parte de la operación urbanística «Cinturón Verde de Oviedo» se decidió desmantelar el tramo Oviedo-Fuso de la Reina del ferrocarril Vasco-Asturiano y adaptar, como alternativa a ese trazado, la línea Oviedo-Trubia a ancho métrico para su utilización por FEVE. De esta forma, se lograba mantener la conexión entre la línea de la Sociedad General de Ferrocarriles Vasco Asturiana y la línea del Ferrocarril Económico a Santander, discurriendo por la estación común de RENFE y FEVE en Oviedo.
La transformación a ancho métrico se completa el 4 de febrero de 1999, tras haber sido clausurada la línea de ancho ibérico en 1997. Para la conexión con la línea del ferrocarril Vasco-Asturiano en Trubia, se desvía en el acceso a Trubia proyectando un viaducto de 440 metros sobre el embalse de El Furacón del río Nalón para enlazar en Udrión con el trazado existente hacia Fuso de la Reina. Se adaptó asimismo la tensión de la electrificación a la usada en el resto de la red electrificada de FEVE, 1500 V CC.
El 1 de enero de 2013 se traspasó la titularidad de la infraestructura de FEVE a Adif.

## Actualidad
La línea de ancho métrico discurre desde la estación del Norte de Oviedo hasta la estación de ancho métrico de Trubia. Es de vía única electrificada y cuenta con sistema de Control de Tráfico Centralizado, siendo controlada desde el puesto de mando de El Berrón.
Conecta las líneas de la red ancho métrico Oviedo-Santander y Collanzo-Trubia-San Esteban. Asimismo, en la estación de Oviedo coincide con la línea de ancho ibérico León-Gijón.
La relación Oviedo-San Esteban de Cercanías Asturias y el servicio regional Oviedo-Ferrol discurren por esta línea. Es necesario un cambio de dirección en Trubia para continuar hacia o desde Pravia. 

## Accidente
El 12 de enero de 2012 se produce un choque frontal entre dos unidades en las inmediaciones de la estación de San Claudio. Ocurre al rebasar un tren realizando un servicio regional Ferrol-Oviedo la señal de salida de la estación de San Claudio, en el momento que se aproximaba un servicio de cercanías Gijón-Oviedo-Trubia en dirección opuesta. Resultan heridos leves 8 pasajeros y el maquinista de uno de los trenes. Siendo un trazado de vía única, estaba previsto que ambos trenes se cruzaran en la estación.